# Застава Монголије
Тренутна застава Монголије усвојена је 12. фебруара, 1992. Слична је застави из 1949. године, с тим што је уклоњена социјалистичка звезда. Састоји се из три једнаке, вертикалне траке црвене (од уздизане стране), плаве, и црвене. На стедини црвене траке уздизане стране налази се национални симбол жуте боје ("сојомбо" - стубац који се састоји од апстрактних и геометријских представа ватре, сунца, месеца, земље, воде, и Тајџиту симбола).

## Претходна застава
Пре 1992, застава Народне Републике Монголије садржала је и жуту звезду на врху Сојомбо симбола, симболишући социјализам. Права трака је такође била тамнија.

## Историјске заставе
- Застава Народне Републике Монголије (1911-1921)
- Застава Народне Републике Монголије (1921-1924)
- Застава Народне Републике Монголије (1924-1940)
- Застава Народне Републике Монголије (1949-1992)